# Ludwag

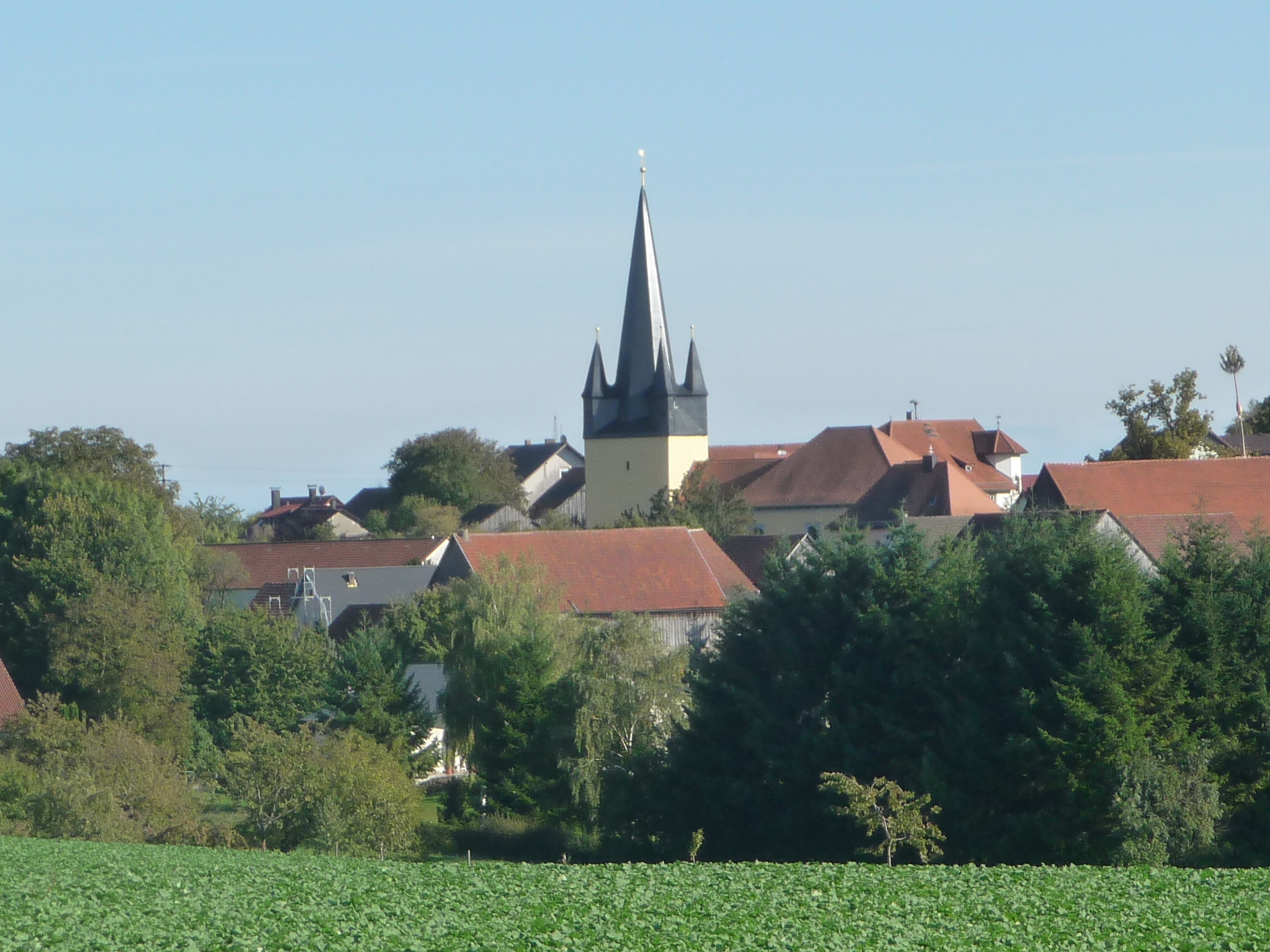
Blick-auf-Ludwag

Ludwag ist ein Gemeindeteil der Stadt Scheßlitz im oberfränkischen Landkreis Bamberg in Bayern. Im März 2022 zählte das Pfarrdorf 128 Einwohner.

## Lage
Ludwag liegt auf einer Anhöhe an der Straße, die von Scheßlitz nach Heiligenstadt führt. Unterhalb der Ortschaft liegt ein ausgedehnter stillgelegter Kalksteinbruch.
Auf einem Berg in der Nähe von Ludwag befindet sich die Wallfahrtskirche Gügel. Benachbarte Ortschaften sind Neudorf, Poxdorf, Kübelstein und Zeckendorf.

## Ortsname
Der Name des Dorfes ist slawischen Ursprungs (lud: Leute, wach: Wacht).

## Geschichte
Vermutlich gehörte Ludwag zu den Standorten der Slawenkirchen, die Karl der Große im Jahr 793 im Rahmen der Slawenmission gründen ließ, indem er um 790 den Würzburger Bischof Berowelf beauftragte, 14 Missionskirchen für die christianisierten Slawen an Main und Regnitz zu errichten, deren Lage meist nur vermutet werden kann.
Die erste urkundliche Erwähnung war erst im Jahr 1061, als der Ort dem Hochstift Bamberg übergeben wurde. Im Jahre 1112 war er Herrensitz des Freiherrn von Ludunbach.
Am 1. Mai 1978 wurde der Ort im Rahmen der Gebietsreform in Bayern in die Stadt Scheßlitz eingegliedert.

## Sonstiges
Zu Ludwag gehört ein ehemaliger Steinbruch, der allmählich renaturiert wird. Von diesem Steinbruch rührt der Spitzname Staa-Beißer (hochdeutsch: Stein-Beißer) her.
In der Sat.1-Krimiserie Der König, Folge Herz aus Gold, mit Günter Strack, diente der Steinbruch 1994 als Kulisse für die Schlussszene.

## Fotos

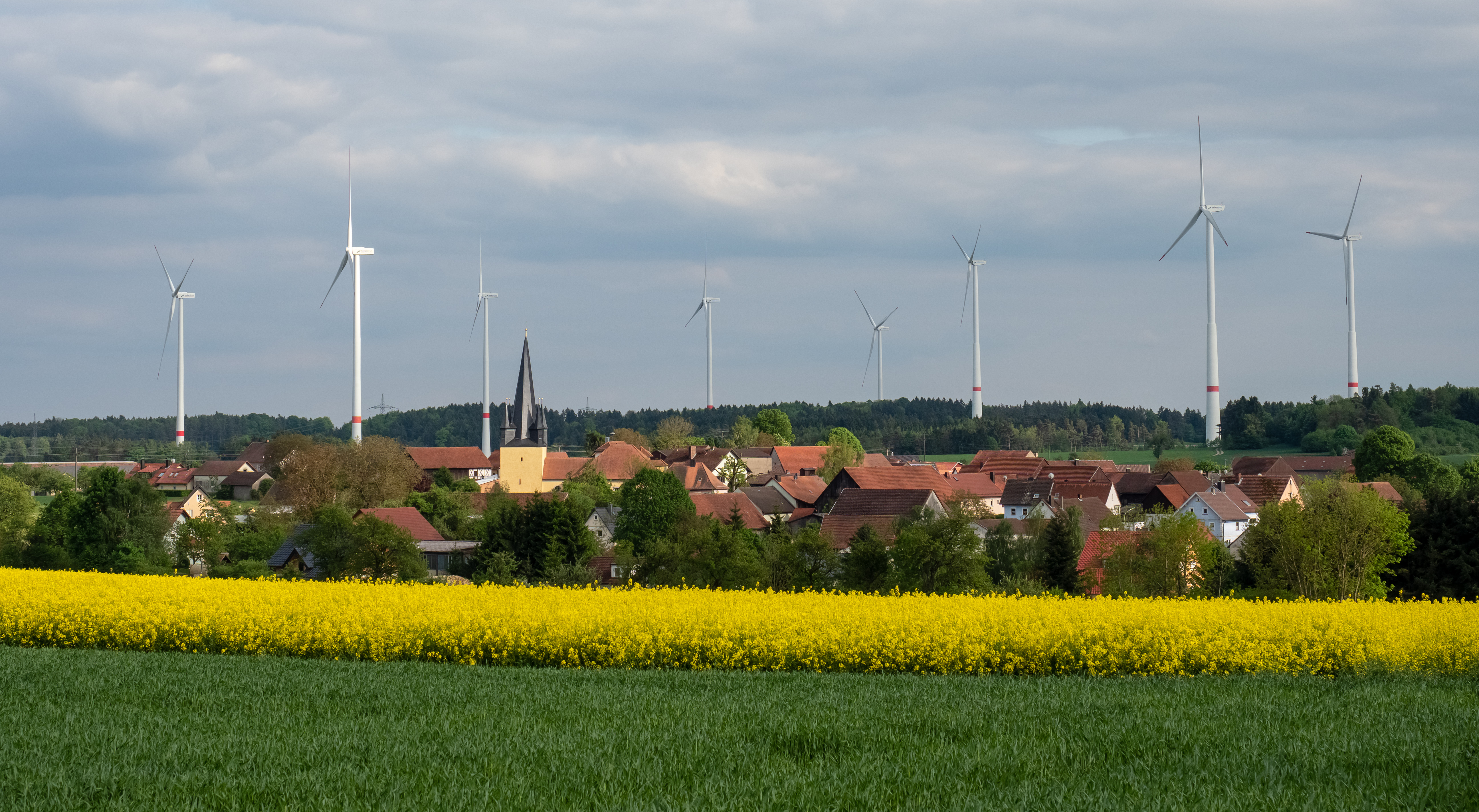
Ansicht
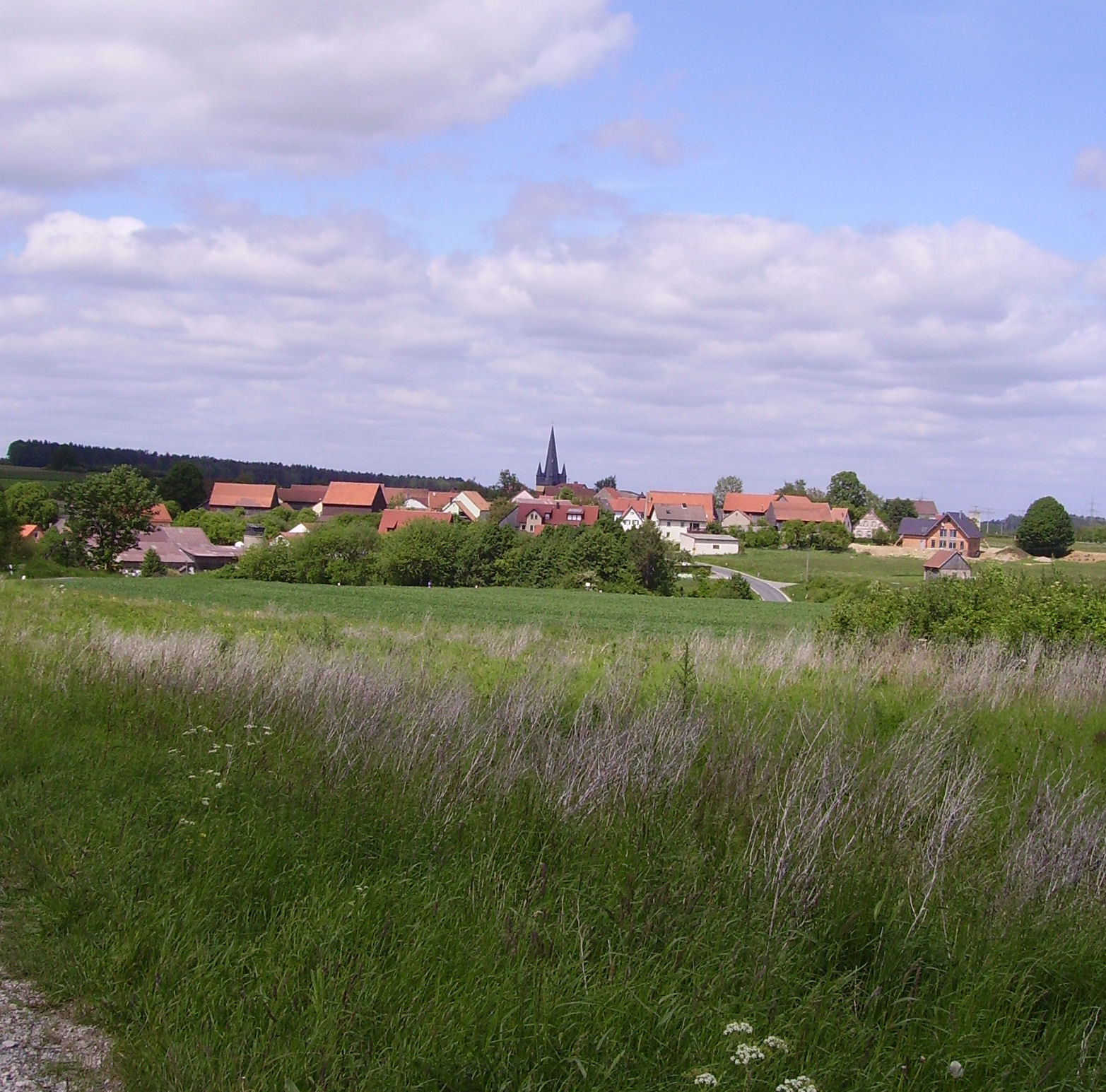
Ansicht
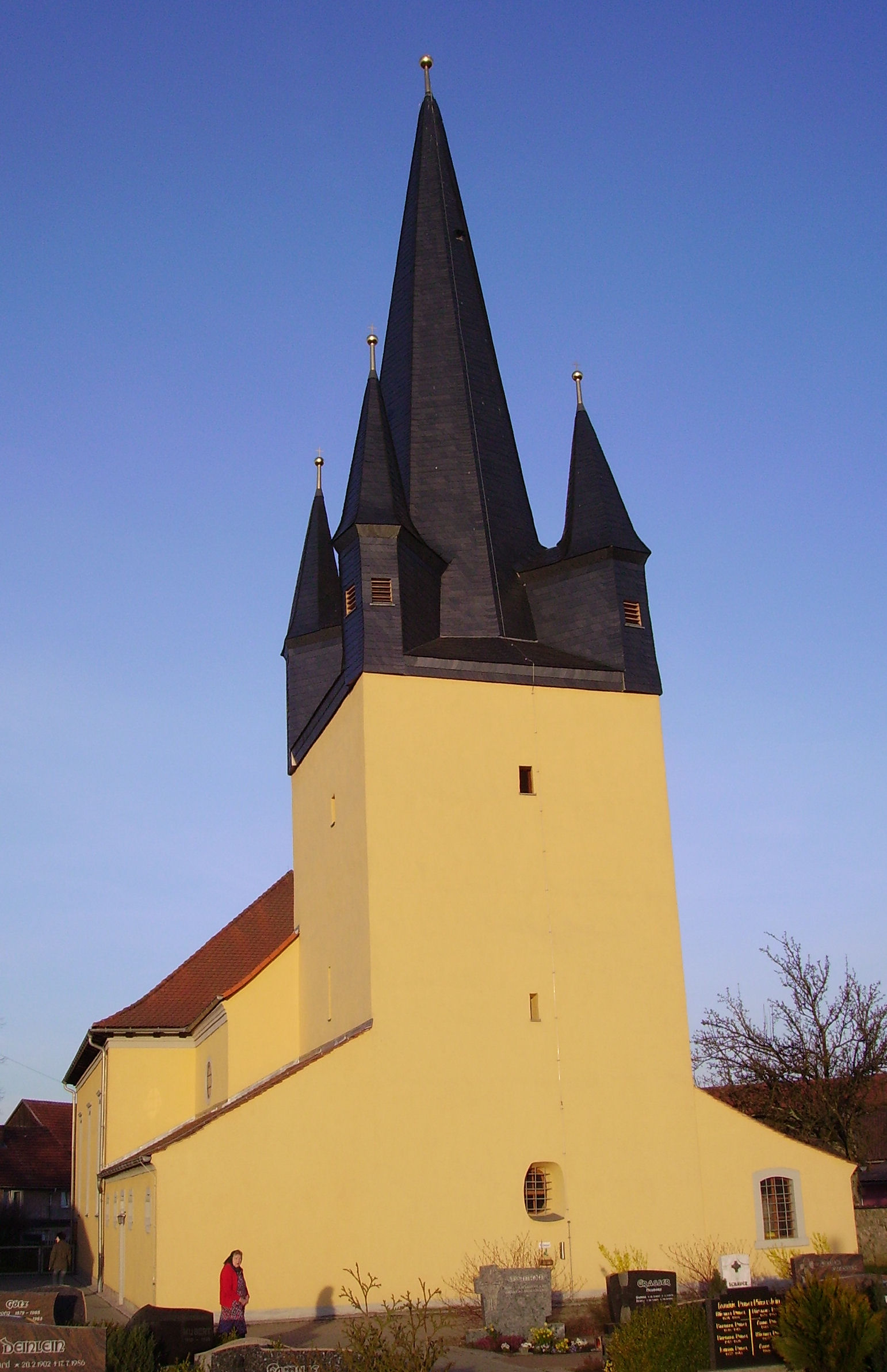
Pfarrkirche
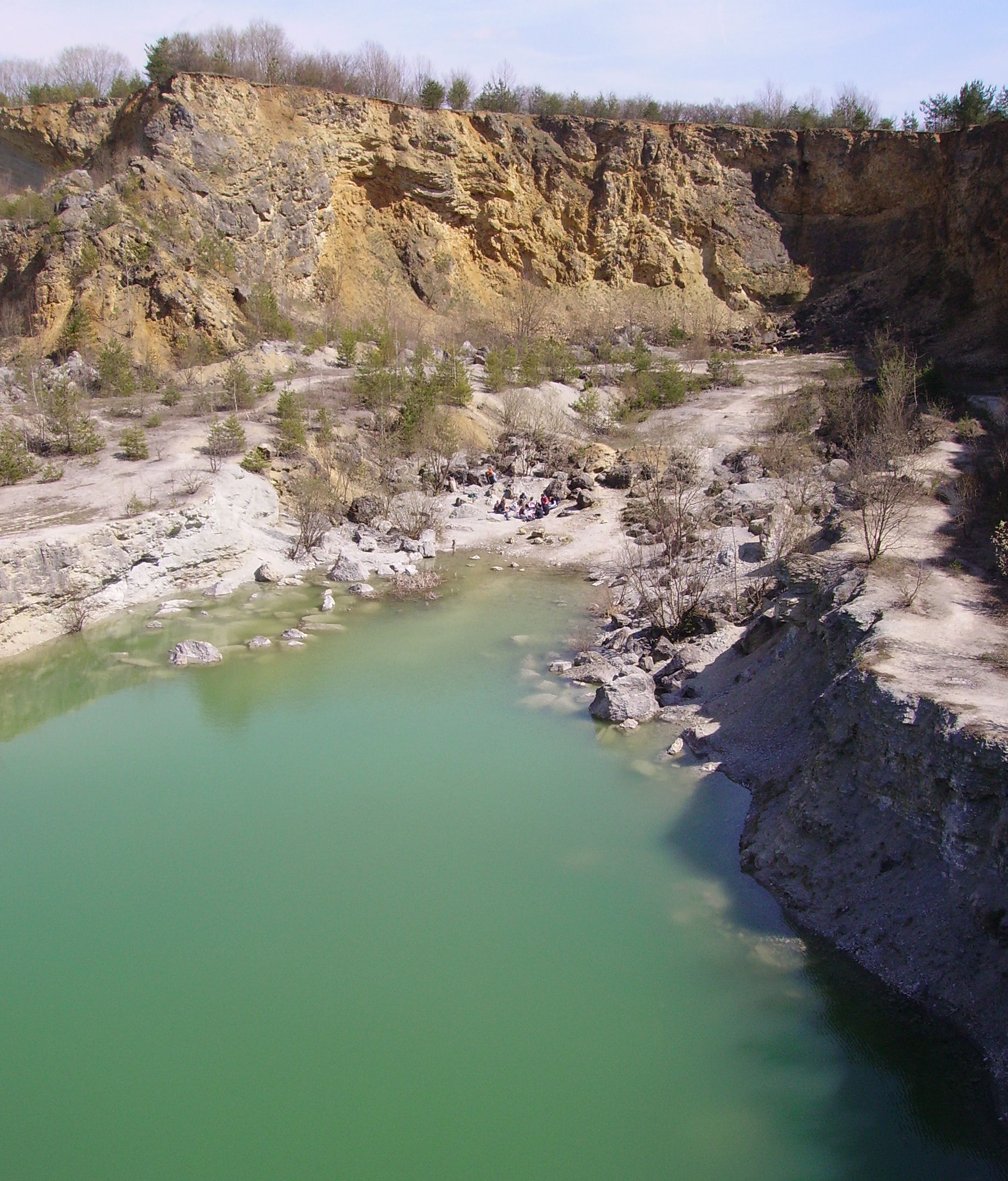
Steinbruch